# Vad gyerek
Vad gyerek vagy állatok által felnevelt gyerek (angolul feral child) egy olyan gyerek, aki nagyon fiatal korában kiszakadva az emberi közösségből, anélkül él, hogy megtapasztalná az emberi gondoskodást, viselkedést, nyelvet, kultúrát. Az ilyen gyerekek nagyon nehezen illeszkednek vissza az emberi társadalomba.
A történelemből közismert vad gyerekek Romulus és Remus, irodalomban pedig Maugli figurája A dzsungel könyvéből.

## Lásd még
- Tarzan
- A vad gyerek